# Reichsstraße 163
Die Reichsstraße 163 (R 163) war bis 1945 eine Staatsstraße des Deutschen Reichs. Sie verlief in der preußischen Provinz Pommern in Nord-Süd-Richtung und verband die Städte Naugard (heute polnisch: Nowogard), Massow (Maszewo) und Stargard in Pommern (Stargard) miteinander. Verkehrstechnisch stellte die R 163 eine Verbindung zwischen den für Pommern so wichtigen Verkehrsadern der Reichsstraße 2 (Mittenwald – Nürnberg – Leipzig – Berlin – Stettin – Danzig – Dirschau) in Naugard und der Reichsstraße 158 (Berlin – Königsberg (Neumark) – Dramburg – Neustettin – Rummelsburg (Pommern) – Lauenburg (Pommern)) in Stargard dar. In Stargard traf sie auch auf die Reichsstraße 104, die von Lübeck über Neubrandenburg und Stettin nach Schneidemühl führte.
Die Gesamtlänge der R 163 betrug 41 Kilometer.
Heute ist die Trasse der ehemaligen R 163 ein Teilabschnitt der polnischen Droga wojewódzka 106, die von Rzewnowo (Revenow) bei Kamień Pomorski (Cammin) und Golczewo (Gülzow) kommt und bis nach Pyrzyce (Pyritz) weiterverläuft. Der Streckenabschnitt liegt heute im westlichen Teil der Woiwodschaft Westpommern.

## Straßenverlauf der R163
(Heutige Droga wojewódzka 106):
Provinz Pommern (heute: Woiwodschaft Westpommern):
Landkreis Naugard (heute: Powiat Goleniowski (Kreis Gollnow)):
- Naugard (Nowogard) (Anschluss: R 2 Mittenwald – Nürnberg – Leipzig – Berlin – Stettin – Köslin – Danzig – Dirschau)

X Reichsbahnstrecke Stettin – Gollnow – Kolberg (heutige Staatsbahnlinie Nr. 402: Goleniów – Kołobrzeg – Koszalin) X
- Zampelhagen (Sąpolnica)

- Walsleben (Korytowo)

- Hohen Schönau (Jenikowo)

- Eichenwalde (Dębice)

- Ackerhof (Stodólska)

- Massow (Pommern) (Maszewo)

(heutiger Powiat Stargardzki (Kreis Stargard (Pommern))):
- Parlin (Parlino)

Landkreis Saatzig:
- Lenz (Łęczyca)

X ehemalige Kleinbahnstrecke Stargard – Daber der Saatziger Kleinbahnen X
- Buchholz (Grabowo)

Stadtkreis Stargard in Pommern:

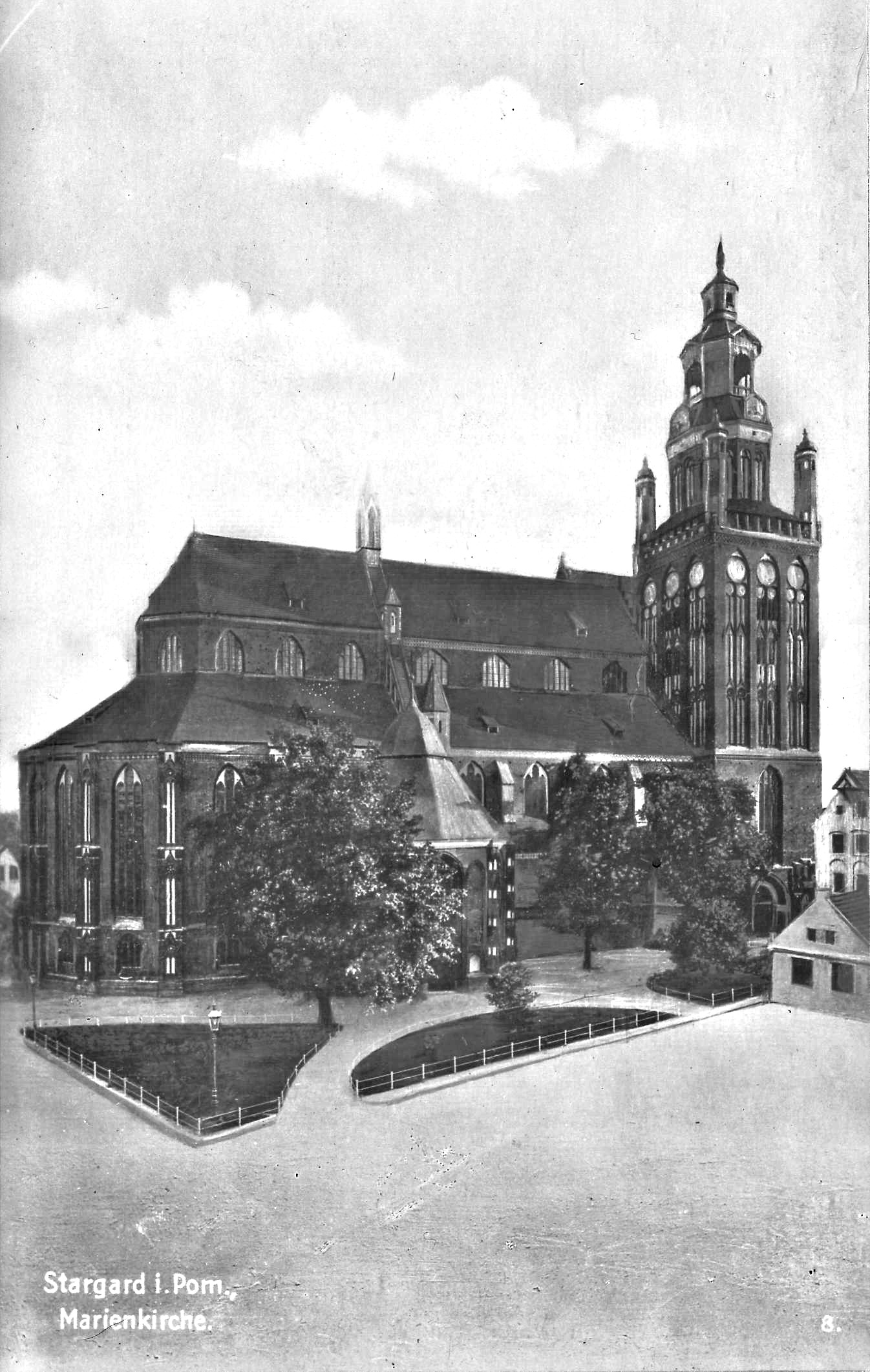
Die Marienkirche in Stargard

- Stargard in Pommern (Stargard) (Anschluss: R 104 Lübeck – Neubrandenburg – Stettin – Schneidemühl und R 158 Berlin – Königsberg (Neumark) – Dramburg – Neustettin – Rummelsburg (Pommern) – Lauenburg (Pommern))